# Poëziemarathon
De Poëziemarathon is een initiatief waarbij op de Landelijke Gedichtendag in de stad Groningen op allerlei plekken 24 uur lang poëzie te horen valt.
De dag begint on middernacht met 8 uur poëzie op  OOG Radio. Om 8 uur is er in een boekhandel een Poëzieontbijt. Zo is er op elk moment van de dag ergens in de stad iets poëtisch te beleven. De dag eindigt met een drie uur durende slotmanifestatie, waarbij veel landelijk bekende dichters optreden. Om 24 uur precies wordt het laatste gedicht gezongen, het Grönnens Laid, het volkslied van de provincie Groningen.
De marathon werd in 1999 voor het eerst gehouden. 